# Polnische Badmintonmeisterschaft 1974
Die Polnische Badmintonmeisterschaft 1974 fand vom 7. bis zum 8. Dezember 1974 in Łódź statt. Es war die 11. Austragung der Titelkämpfe. 

## Medaillengewinner
| Disziplin    | Gold                                                                      | Silber                                                                              | Bronze |
| ------------ | ------------------------------------------------------------------------- | ----------------------------------------------------------------------------------- | --- |
| Herreneinzel | Stanisław Rosko (Unia Głubczyce)                                          | Zygmunt Skrzypczyński (Olimpia Wrocław)                                             | Ryszard Borek (Unia Głubczyce) Leszek Nowakowski (Stal FSO Warszawa)                                                                            |
| Dameneinzel  | Irena Karolczak (Stal FSO Warszawa)                                       | Helena Radaczyńska (Gwardzista Wrocław)                                             | Bogusława Płonek (Piast Łódź) Maria Domańska (HiL Kraków)                                                                                       |
| Herrendoppel | Ryszard Borek (Unia Głubczyce) Stanisław Rosko (Unia Głubczyce)           | Krzysztof Englander (Gwardzista Wrocław) Sławomir Włoszczyński (Gwardzista Wrocław) | Zygmunt Skrzypczyński (Olimpia Wrocław) Ryszard Werbliński (Olimpia Wrocław) Karol Hawel (Unia Głubczyce) Adam Jaromin (Unia Bieruń Stary)      |
| Damendoppel  | Irena Karolczak (Stal FSO Warszawa) Hana Snochowska (Stal FSO Warszawa)   | Maria Domańska (HiL Kraków) Maria Muszak (HiL Kraków)                               | Bogusława Płonek (Piast Łódź) Helena Radaczyńska (Gwardzista Wrocław) Ewa Krawczyk (Olimpia Wrocław) Grażyna Trojan (Olimpia Wrocław)           |
| Mixed        | Leszek Nowakowski (Stal FSO Warszawa) Hana Snochowska (Stal FSO Warszawa) | Lesław Markowicz (Stal FSO Warszawa) Irena Karolczak (Stal FSO Warszawa)            | Sławomir Włoszczyński (Gwardzista Wrocław) Helena Radaczyńska (Gwardzista Wrocław) Stanisław Czyszczoń (HiL Kraków) Maria Domańska (HiL Kraków) |